# Elisabeth von Thadden (Widerstandskämpferin)
Elisabeth Adelheid Hildegard von Thadden (* 29. Juli 1890 in Mohrungen, Ostpreußen; † 8. September 1944 in Berlin-Plötzensee) war eine deutsche Sozialarbeiterin, Pädagogin und Widerstandskämpferin gegen den Nationalsozialismus. Sie gehörte der Bekennenden Kirche und dem Solf-Kreis an. Von Thadden wurde im Januar 1944 verhaftet, im Juli desselben Jahres vom Volksgerichtshof zum Tode verurteilt und im September in Berlin-Plötzensee hingerichtet.

## Familie
Elisabeth von Thadden entstammte einem alten pommerschen Adelsgeschlecht und war die Tochter des mehrfachen Gutsbesitzers Adolf von Thadden (1858–1932), königlich preußischer Landrat des Kreises Greifenberg, Mitglied des pommerschen Provinziallandtags und Vorsitzender des Verbands pommerscher Landkreise, und dessen erster Ehefrau Ehrengard von Gerlach (1868–1909). Ihr Bruder Reinold von Thadden (1891–1976) war Gründer des Deutschen Evangelischen Kirchentages. Ihr Halbbruder Adolf von Thadden (1921–1996) war ein Politiker und Parteimitglied der NSDAP, DRP und NPD.

## Leben und Wirken

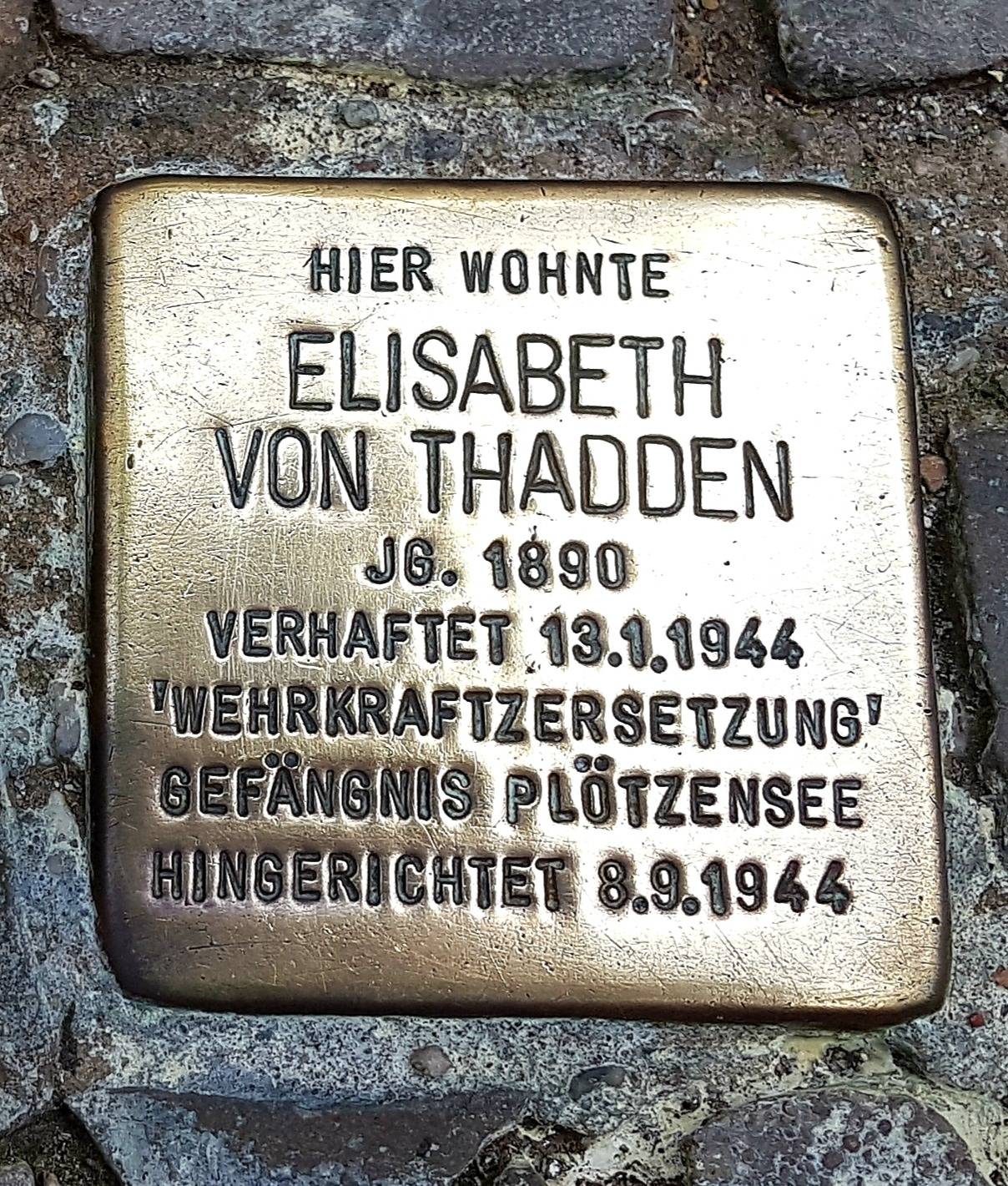
Stolperstein für Elisabeth von Thadden vor dem Haus Carmerstr. 12 in Berlin-Charlottenburg

Elisabeth von Thadden wuchs zusammen mit ihren jüngeren Geschwistern Reinold, Marie-Agnes („Anza“), Helene und Ehrengard („Eta“) auf dem pommerschen Gut Trieglaff im Kreis Greifenberg (heute Trzygłów, Woiwodschaft Westpommern) auf, unterbrochen von Internatsjahren in Baden-Baden und an der Reifensteiner Schule in Reifenstein.
Nach dem Tod ihrer Mutter kehrte sie als Neunzehnjährige auf das Gut Trieglaff zurück, führte dort zehn Jahre lang für ihren Vater Haus und Hof und übernahm die Betreuung ihrer jüngeren Geschwister. Die Familie Thadden führte ein sehr offenes Haus mit ständig zahlreichen Gästen und vielfältigen Veranstaltungen mit sozialen, politischen und kulturellen Inhalten. Elisabeth von Thadden lernte in diesen Jahren einen ihrer wichtigsten Wegbegleiter und Mentoren kennen, Friedrich Siegmund-Schultze, damals Pfarrer an der Potsdamer Friedenskirche und Gründer der ökumenischen „Sozialen Arbeitsgemeinschaft“. In Zusammenarbeit mit ihm unterstützte sie während des Ersten Weltkriegs die Kinderlandverschickung nach Dänemark und Holland organisatorisch und nahm selbst erholungsbedürftige Stadtkinder wochenlang auf Gut Trieglaff auf.
Im Jahre 1920 heiratete der Vater in zweiter Ehe die wesentlich jüngere Barbara Blank. Daraufhin verließ Elisabeth mit den anderen Thadden-Töchtern Trieglaff und übersiedelte nach Berlin. Dort betätigte sie sich in der Sozialen Arbeitsgemeinschaft Berlin-Ost und absolvierte Schnellkurse in Sozialer Arbeit an der von Alice Salomon gegründeten Sozialen Frauenschule. Im April 1921 übernahm von Thadden die Stelle einer Erziehungsleiterin im Kinderdorf Heuberg auf der Schwäbischen Alb, einer Erholungsstätte, die nur einige Monate im Jahr in Betrieb war. Den Winter verbrachte sie in Berlin. Mit dieser Situation war sie nicht zufrieden, sie sehnte sich nach einer festen Anstellung an einer Schule: „Dies war aber nicht möglich, da ihr die entsprechenden Zeugnisse fehlten. So beschloss sie, selbst eine Schule zu gründen, ein modernes Landerziehungsheim. Doch zuvor ging sie für eineinhalb Jahre in die seit 1920 bestehende Schule Schloss Salem, eine vergleichbare Institution, um vor Ort die Arbeit eines solchen Landerziehungsheimes kennen zu lernen.“
Auf der Suche nach einem geeigneten Ort für ihr Landerziehungsheim konnte von Thadden das leerstehende Wieblinger Schloss in der Nähe von Heidelberg pachten und gründete den Verein Evangelisches Landerziehungsheim Wieblingen e. V. als Schulträger. Ostern 1927 wurde das „Evangelische Landerziehungsheim für Mädchen“ seiner Bestimmung übergeben. Das schulpädagogische Konzept orientierte sich an der Reformpädagogik mit christlicher Prägung. Von Thadden leitete das Mädcheninternat, das auch „Externen“ offenstand und bis zuletzt auch von jüdischen Schülerinnen besucht und bewohnt wurde, bis zur Verstaatlichung aller konfessionellen Privatschulen 1941.
Gemeinsam mit Hermann Maas, dem evangelischen Pfarrer der Heidelberger Heiliggeistkirche, der wie sie selbst der Bekennenden Kirche nahestand, unterstützte sie Jüdinnen und Juden bei der Emigration ins Ausland. Weil sie bei Kriegsausbruch Bedenken wegen der nahen Westfront hatte, verlegte von Thadden einen Großteil des Schulbetriebs von September 1939 bis Ostern 1941 nach Tutzing am Starnberger See. In diese Zeit fiel eine Hausdurchsuchung und ein Verhör durch die Gestapo aufgrund der Denunziation einer Schülerin bzw. deren Mutter. Wichtige Freundin und Unterstützerin in den Wieblinger und Tutzinger Jahren war Marie Baum.
Nachdem die Nationalsozialisten ihr das Landerziehungsheim genommen hatten, fand von Thadden in Berlin im Haus von Anna von Gierke Unterschlupf. Sie betätigte sich ab September 1941 im Präsidium des Deutschen Roten Kreuzes, unter anderem für die Organisation von Lektüre für deutsche Kriegsgefangene und Internierte im Ausland. Eine berufliche Stellung, die ihren Fähigkeiten entsprach, bekam sie nicht mehr, sondern wurde als DRK-Schwesternhelferin eingesetzt.
In Berlin nahm von Thadden an sogenannten „Teegesellschaften“ bei Anna von Gierke und Hanna Solf teil, bei denen sich bei Vortragsveranstaltungen auch Regimekritiker kennen lernten und austauschten, unter anderem über Perspektiven und organisatorische Fragen für die Zeit nach dem vorhersehbaren „Zusammenbruch“. Darüber hinaus engagierten sie sich auch sporadisch bei der Fluchthilfe für Verfolgte, hielten Kontakt zu Exilanten und unterstützten Untergetauchte mit Lebensmittelkarten. Der sogenannte Solf-Kreis wurde bereits seit 1941 von der Gestapo beobachtet und am 10. September 1943 von dem eingeschleusten Gestapo-Spitzel Paul Reckzeh denunziert. In der Folge wurden 76 Menschen aus dem Solf-Kreis verhaftet und etliche zum Tode oder zu Gefängnisstrafen verurteilt.
Nachdem der Spitzel aufgeflogen war und Verhaftungen der Mitglieder des Solf-Kreises zu befürchten standen, hatte sich von Thadden im Dezember 1943 nach Meaux (Frankreich) zur Bewirtschaftung des dortigen Soldatenheims versetzen lassen, wohl in der Hoffnung „aus der Schusslinie zu kommen“. Am 13. Januar 1944 wurde sie jedoch in Meaux verhaftet, im Juli 1944 vom Volksgerichtshof unter dessen Präsidenten Roland Freisler zum Tode verurteilt und am 8. September in Berlin-Plötzensee enthauptet. Zu den Zeugen der Hinrichtung gehörte der Gefängnisseelsorger Harald Poelchau.
Sie selbst beschrieb ihre Gefangenschaft und ihre Rolle im Widerstand am Tag ihrer Hinrichtung gegenüber dem Gefängnispfarrer Ohm so: „Ich wurde in Meaux in Frankreich um 8 Uhr morgens festgenommen. Im Auto wurde ich von Meaux nach Paris gebracht, dort verhört von morgens 9 bis abends um 6 Uhr. Nach 1 Stunde Abendbrotzeit Fortsetzung des Verhörs während der ganzen Nacht. Im Laufe des nächsten Tages wurde die Verhaftung ausgesprochen. Es bestand mehrfach Fluchtmöglichkeit, von dieser habe ich bewußt keinen Gebrauch gemacht, um meinen Bruder nicht zu gefährden. Dann wurde ich nach Berlin gebracht und erneut die ganze Nacht verhört. Die Schwere der Inquisition war ganz ungeheuerlich! Ich wurde gefragt nach der Bekennenden Kirche und nach der Una Sancta. Mir ist kein einziges Wort entschlüpft, das andere belastet hätte. Das KZ Ravensbrück war schlimm. Mit dem Attentat vom 20. Juli habe ich nichts zu tun gehabt, kenne keinen dieser Leute. Ich hatte zuviel Einfluß, mein Kreis war zu bedeutend geworden. Wir wollten soziale Hilfe leisten, in dem Augenblick, wo diese Hilfe not tat. Daß dieser Augenblick kommen mußte war klar. Wir wollten barmherzige Samariter sein, aber nichts Politisches.“

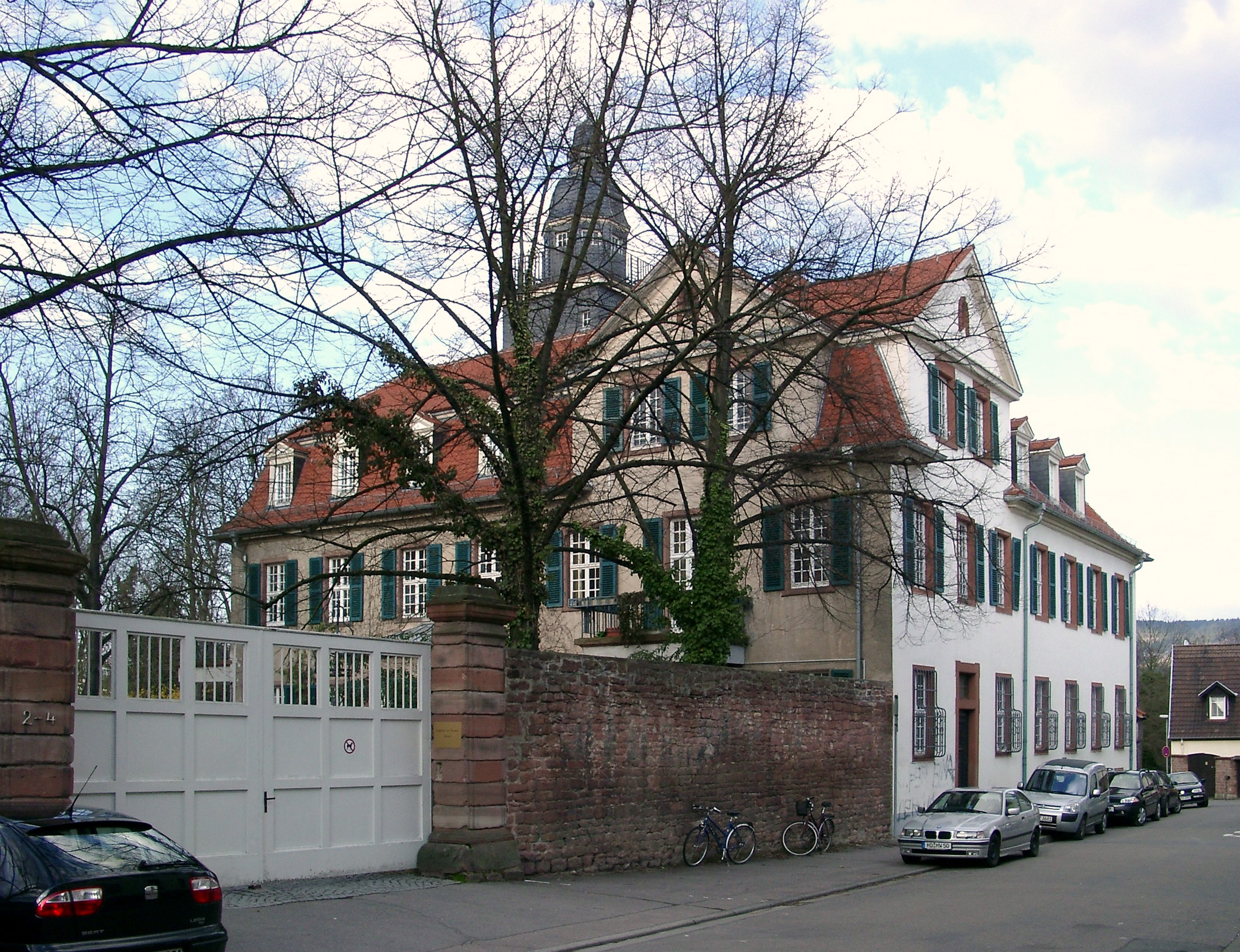
Heidelberg-Wieblingen: Elisabeth-von-Thadden-Schule

Ihre Schule besteht als Elisabeth-von-Thadden-Schule in der Trägerschaft der Evangelischen Landeskirche Baden weiter.

## Würdigungen
In Crailsheim, Dortmund, Eppelheim, Fulda, Heidelberg, Karlsruhe, Kiel, Leverkusen, Marburg, Mannheim, Vechta und Wesel wurden die Elisabeth-von-Thadden-Straßen nach ihr benannt, in Hamburg die Elisabeth-von-Thadden-Kehre. In Weiterstadt bei Darmstadt sind das Büro der Evangelischen Kirchengemeinde sowie verschiedene Veranstaltungsräume in einem nach ihr benannten Haus in der Darmstädter Straße untergebracht.
Im Vatikan wurde sie 1999 durch eine Darstellung in der Redemptoris Mater-Kapelle im Apostolischen Palast geehrt. Die Mosaiken der Kapelle zeigen neben biblischen Themen Märtyrer des 20. Jahrhunderts, darunter auch Edith Stein und Elisabeth von Thadden.
Am 2. November 2024 hat das Bundesministerium der Finanzen ein Sonderpostwertzeichen „Elisabeth von Thadden (1890 – 1944)“ herausgegeben. Mit dieser Briefmarke beginnt eine neue Sonderpostwertzeichen-Serie zum Thema „Frauen im Widerstand gegen den Nationalsozialismus“. Die Briefmarke wurde am 8. November 2024 in der Elisabeth-von-Thadden-Schule in Heidelberg vorgestellt.